# Ouderbijdrage
De ouderbijdrage is een vrijwillige bijdrage die ouders van schoolgaande kinderen betalen voor bepaalde kosten die een school maakt. Dit gaat dan om de kosten van extra curriculaire activiteiten, zoals schoolreisjes en excursies. Deze bijdrage is vrijwillig en ouders zijn dus niet verplicht het vastgestelde bedrag te vertalen. Als een ouder het bedrag niet betaalt of niet kan betalen, mag het kind nooit worden geweigerd van de activiteiten die van het geld worden georganiseerd.

## Innen en besteden van de ouderbijdrage
Er zijn verschillende manieren waarop de bijdrage kan worden geïnd. Op sommige scholen is er een ouderraad die gaat over de hoogte en besteding van de ouderbijdrage. Zij innen het geld van de ouders en bedenken plannen hiervoor. Tijdens een ledenvergadering van alle ouders, legt de ouderraad verantwoording af. De ouderraad en de school maken afspraken over welke taken de ouderraad heeft. Het kan ook zijn dat de school/de schooldirectie zelf de ouderbijdrage int. De ouderraad is er dan alleen om de activiteiten te organiseren, maar beheert niet het geld. De oudergeleding van de medezeggenschapsraad op school heeft een instemmingsbevoegdheid bij het vaststellen van de hoogte en de bestemming van de vrijwillige ouderbijdrage.
De Vereniging Openbaar Onderwijs heeft een handreiking over het innen en besteden van de ouderbijdrage.